# Siegfried Wagner (Offizier)
Siegfried Wagner (* 16. Februar 1881 in Graudenz; † 26. Juli 1944 im KZ Sachsenhausen) war Berufsoffizier und Widerstandskämpfer des 20. Juli 1944.

## Leben
Wagner war Bundeskanzler (= Generalsekretär) des Stahlhelms und Teilnehmer der Harzburger Front, später jedoch in Opposition zur Kriegspolitik von Adolf Hitler. Als Oberst war er im Zweiten Weltkrieg Abteilungschef der Truppenabteilung im Oberkommando der Wehrmacht. Er unterstützte in dieser Funktion die Umsturzpläne und sollte als Verbindungsoffizier zum Wehrkreis XI (Hannover) dienen.
Nach dem Scheitern des Attentats vom 20. Juli 1944 versuchte Wagner zwei Tage später mit einem Sturz aus dem Fenster seiner Potsdamer Offizierswohnung in der Kurfürstenstraße 19 einer Verhaftung durch die GeStaPo zu entgehen. Vier Tage später und nachdem man ihn noch ohne Rücksicht auf seinen kritischen Zustand unablässig vernommen hatte, verstarb er an den Folgen des Sturzes im KZ Sachsenhausen.
Am 3. August 1944 wurden seiner Witwe Carla-Luise Wagner, geb. Kuhns, seine persönlichen Gegenstände übersandt: eine Armbanduhr, einen Ring, das Eiserne Kreuz Erster Klasse und das Eiserne Kreuz mit Band und Schwertern. Ihre Tochter war mit einem Senarclens-Grancy verheiratet, der wenige Wochen vor Kriegsende in der Lüneburger Heide fiel. Über sie ist Siegfried Wagner der Großvater der Fotografin Christine de Grancy (1942–2025).
Beigesetzt wurde Siegfried Wagners Leichnam auf dem Neuen Friedhof in Potsdam. Seit 2014 erinnert eine Gedenktafel an seinem ehemaligen Wohnhaus in der Kurfürstenstraße in Potsdam, worin sich heute Arztpraxen befinden, an den Widerstandskämpfer.